# 狗头狮子舞
狗头狮子舞，是一个曾流行于民国、中华人民共和国上海市普陀区的舞蹈表演形式，属于舞狮的一种。

## 沿革
1930年代初，安徽滁县失地农民赶荒至上海，大多数留在上海复兴面粉厂、福顺面粉厂等当工人，并将家乡舞作为厂间表演形式（最初为乞讨卖艺形式）。后因面粉厂陆续合并，及之前那传人陆续去世而逐渐走衰。1950年，上海面粉公司的单元根与同事排练狗头狮子舞，获得面粉公司欢迎。之后上海中苏友好大厦（上海展览馆）地基开工典礼，市长陈毅邀请他出演狗头狮子舞，并因此在上海出名。

## 表演特点
狗头狮子舞因舞蹈道具“狮子”头上的白狗眼和狗耳状长耳而得名，通常在春节、元宵、重阳节前后表演，主要有舞台表演和行街以及节口中的串门表演。舞蹈由二人舞一个狮子，另有一人持彩球引路（领舞人）。此外还有五人（双狮）、九人（四狮）等表演形式（以双狮表演最为常见）。动作主要有“摇尾”、“竖耳”、“狗蹲式”等狗的形态，也有一些狮子的舞步。后经多年衍变，“摇尾”、“竖耳”等狗的特点逐渐减去，舞蹈更趋向于普通的舞狮。